# Xysticus barbatus
Xysticus barbatus es una especie de araña cangrejo del género Xysticus, orden Araneae. Fue descrita científicamente por Caporiacco en 1936.

## Distribución geográfica
Se distribuye por Libia.